# Jaroslav Šajtar
Jaroslav Šajtar (ur. 3 grudnia 1921 w Ostrawie, zm. 4 lutego 2003) – czeski szachista i działacz szachowy, sędzia klasy międzynarodowej od 1955, arcymistrz od 1985 roku.

## Kariera szachowa
W pierwszej połowie lat 50. XX wieku należał do ścisłej czołówki szachistów Czechosłowacji. W 1952 r. zdobył w Tatrzańskiej Łomnicy tytuł wicemistrza kraju, natomiast w latach 1952 i 1954 wystąpił na szachowych olimpiadach, na których czechosłowaccy szachiści dwukrotnie zajęli IV miejsca. Był również dwukrotnym uczestnikiem turniejów strefowych (eliminacji mistrzostw świata, w 1951 r. w Mariańskich Łaźniach podzielił VII-VIII m. (w jednej z partii pokonując czołowego wówczas szachistę świata, László Szabó), a w 1954 r. w Pradze – X-XII miejsce.
Do innych jego sukcesów na arenie międzynarodowej należały m.in. I m. w Krakowie (1938), IV-VI m. w Choceniu (1942, za Miroslavem Katětovem, Emilem Richterem i Karelem Hromádką, wspólnie z Františkiem Zítą i Friedrichem Sämischem), IV-V m. w Pradze (1943, za Aleksandrem Alechinem, Paulem Keresem i Miroslavem Katětovem, wspólnie z Janem Foltysem), IV-V m. w Zlinie (1943, za Čenkiem Kottnauerem, Janem Foltysem i Ludkiem Pachmanem, wspólnie z Františkiem Zítą), IV m. w Cieplicach (1947), II-V m. w Warszawie (1947, za Svetozarem Gligoriciem, wspólnie z Izaakiem Bolesławskim, Wasilijem Smysłowem i Ludkiem Pachmanem), III m. w Bukareszcie (1949) oraz IV-V m. w Ułan Bator (1956).
W połowie lat 60. XX wieku zakończył czynną karierę zawodniczą. Według systemu Chessmetrics, najwyższy ranking osiągnął w lutym 1945 r., z wynikiem 2571 punktów zajmował wówczas 38. miejsce na świecie.
W latach 1956–1974 był aktywnym działaczem Międzynarodowej Federacji Szachowej, m.in. pełniąc funkcję wiceprezydenta. Wielokrotnie organizował i sędziował turnieje młodzieżowe oraz akademickie, w tym mistrzostwa świata studentów.
W 1950 r. otrzymał tytuł mistrza międzynarodowego, natomiast w 1985 r. FIDE przyznała mu honorowy tytuł arcymistrza, za wyniki osiągnięte w przeszłości.